# Garra Dembélé
Garra Dembélé (* 21. Februar 1986 in Gennevilliers, Frankreich) ist ein ehemaliger französisch-malischer Fußballspieler, der hauptsächlich als Stürmer eingesetzt wurde.

## Leben und Karriere
Dembélé wurde als Jugendlicher im Nachwuchsleistungszentrum des französischen Fußballs in Clairefontaine-en-Yvelines ausgebildet und unterzeichnete 2001 seinen ersten Vertrag mit dem AJ Auxerre. Als er im November 2006 wegen eines Clubwechsels in Rom weilte, wurde er der Vergewaltigung einer amerikanischen Studentin in einer Diskothek beschuldigt, später jedoch aus Mangel an Beweisen freigesprochen. Danach schloss er sich für sechs Monate dem FC Istres an und wechselte dann zum AGF Århus in Dänemark. Nach kurzer Zeit kündigte der AGF den Vertrag mit Dembélé aus sportlichen Gründen.
Nach weiteren Stationen in Auxerre, Griechenland und Plowdiw spielte Dembélé ab Juli 2010 bei Lewski Sofia in der bulgarischen A Grupa. Für Lewski erzielte er 2010/11 in 36 Pflichtspielen 34 Tore, in der Liga reichte es jedoch nur zur Vizemeisterschaft.
In der Sommerpause 2011 verpflichtete der SC Freiburg Dembélé. Für Freiburg debütierte er am 6. August 2011 (1. Spieltag) beim 2:2-Unentschieden im Auswärtsspiel gegen den FC Augsburg, als er in der 88. Minute für Daniel Caligiuri eingewechselt wurde. Sein erstes Bundesligator erzielte er am 26. November 2011 (14. Spieltag) beim 1:1-Unentschieden im Auswärtsspiel gegen die TSG 1899 Hoffenheim. Insgesamt machte Dembélé für Freiburg 19 Spiele, es blieb bei dem einen Tor.
Am 31. Januar 2013 wechselte Dembélé bis Jahresende auf Leihbasis nach China zum Wuhan Zall.
Nach seiner Rückkehr aus China wurde er der Regionalliga-Mannschaft zugeteilt und ihm keine Zukunft in der ersten Mannschaft des SC Freiburg mehr in Aussicht gestellt. Daraufhin folgten Krankmeldungen, da sich Dembélé nervlich nicht in der Lage sah am Trainingsbetrieb teilzunehmen.
Im April 2014 wurde der Vertrag zwischen dem SC Freiburg und Garra Dembélé, dem bis dahin teuersten Spieler der Vereinsgeschichte (geschätzte Ablösesumme: 2,3 Millionen Euro), auf Druck des Vereins aufgelöst. Im August 2014 unterschrieb er in den Vereinigten Arabischen Emiraten beim Zweitligisten Dubai SC. Im Winter 2015 verließ er mit Auslaufen seines Vertrages Dubai und absolvierte unter anderem beim norwegischen Meister Strømsgodset IF ein Probetraining. Er schloss sich schließlich dem bulgarischen Drittligisten FC Schumen 1929 an. Im Sommer 2016 wechselte er in die Schweiz zum FC Solothurn, der 1. Liga spielte. Er verpasste in seiner Mannschaft in den Play-offs den Aufstieg. Im Sommer 2017 beendete er seine Laufbahn.